# Monastère de Chamordino
Le monastère de Chamordino (ou monastère Notre-Dame-de-Kazan-et-Saint-Ambroise, Казанская Амвросиевская пустынь) est un monastère féminin de l'Église orthodoxe russe situé en Russie près du village de Charmodino dans l'oblast de Kalouga à 12 kilomètres au nord du monastère d'Optina.

## Histoire

### Fondation et premières années
La communauté féminine de Notre-Dame-de-Kazan est fondée près du village de Chamordino dans un domaine appartenant à la veuve du conseiller à la Cour Klioutcharev. Sa fondation est approuvée par le Très Saint-Synode du 13-20 juin 1884. Le 3 (22) août 1888, Sophie (Bolotova) fait sa demande d'entrée au monastère auprès de l'évêque de Kalouga, Vladimir.
De leur côté, le supérieur du monastère d'Optina, le Père Isaac (Antimonov), et le directeur spirituel de Sophie, Ambroise d'Optina, envoient une lettre de recommandation à l'évêque afin de nommer la Mère Sophie comme supérieure du monastère en construction : « Qu'il plaise à Votre Grâce de connaître notre opinion à propos de Sophie Mikhaïlovna, capable selon nous d'être la supérieure de la nouvelle communauté Notre-Dame-de-Kazan. Bien qu'elle n'ait pas encore vécu la vie monastique dans la conduite des affaires, elle comprend tout à fait le monachisme et sa partie écnomonique. Les sœurs de la nouvelle communauté sont très disposées à son égard, de sorte que même maintenant elles obéissent pleinement à ses ordres... ».
Le 4 septembre 1884, elle  prend le voile et plus tard prononce ses vœux définitifs. Grâce aux efforts de l'higoumène Isaac et de Mère Sophie, la première église du monastère est construite le 3 (25) septembre 1884 et un rapport est envoyé à l'évêque de Kalouga et Borovsk sur l'achèvement de la structure interne de l'église en bois et sur sa disponibilité pour la consécration. Celle-ci a lieu le 1er (14) octobre 1884 et cette date est considérée comme celle de la fondation du monastère. Mère Sophie en est la première supérieure.

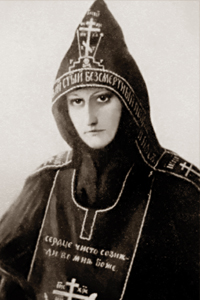
Mère Sophie.

Les premiers temps ne sont pas faciles: « La première abbesse Mère Sophie disposait d'une pauvre propriété : - une maison en bois, avec une petite église domestique, et plusieurs huttes en bois pour les sœurs. C'est tout ! Il n'y avait pas d'argent, pas de domaine, pas de fournitures, mais, pendant ce temps, la population de la communauté augmentait chaque jour. - L'higoumène Isaac envoyait au monastère de nombreuses filles saines et fortes capables de travailler, mais pas moins (sinon plus) -  de jeunes femmes à la santé fragile, incapables de tout travail (...) La communauté de Chamordino augmentait, mais ses moyens diminuaient ». De plus, il fallait acquérir des terrains pour l'existence normale du monastère, mais il y avait un manque de fonds. Malgré les difficultés de gestion, Mère Sophie n'oubliait pas la vie spirituelle de la communauté. Sous la direction du Père Ambroise, elle parvint à bien organiser la vie spirituelle du monastère, donnant l'exemple d'obéissance, d'humilité et d'amour. Comprenant que la vie de prière était le but premier d'un monastère, elle fit construire une grande église de briques en l'honneur de Notre-Dame de Kazan ce qui nécessita l'ouverture d'une briqueterie spécialement dédiée. Tous ses fonds personnels furent voués à l'agrandissement du monastère.

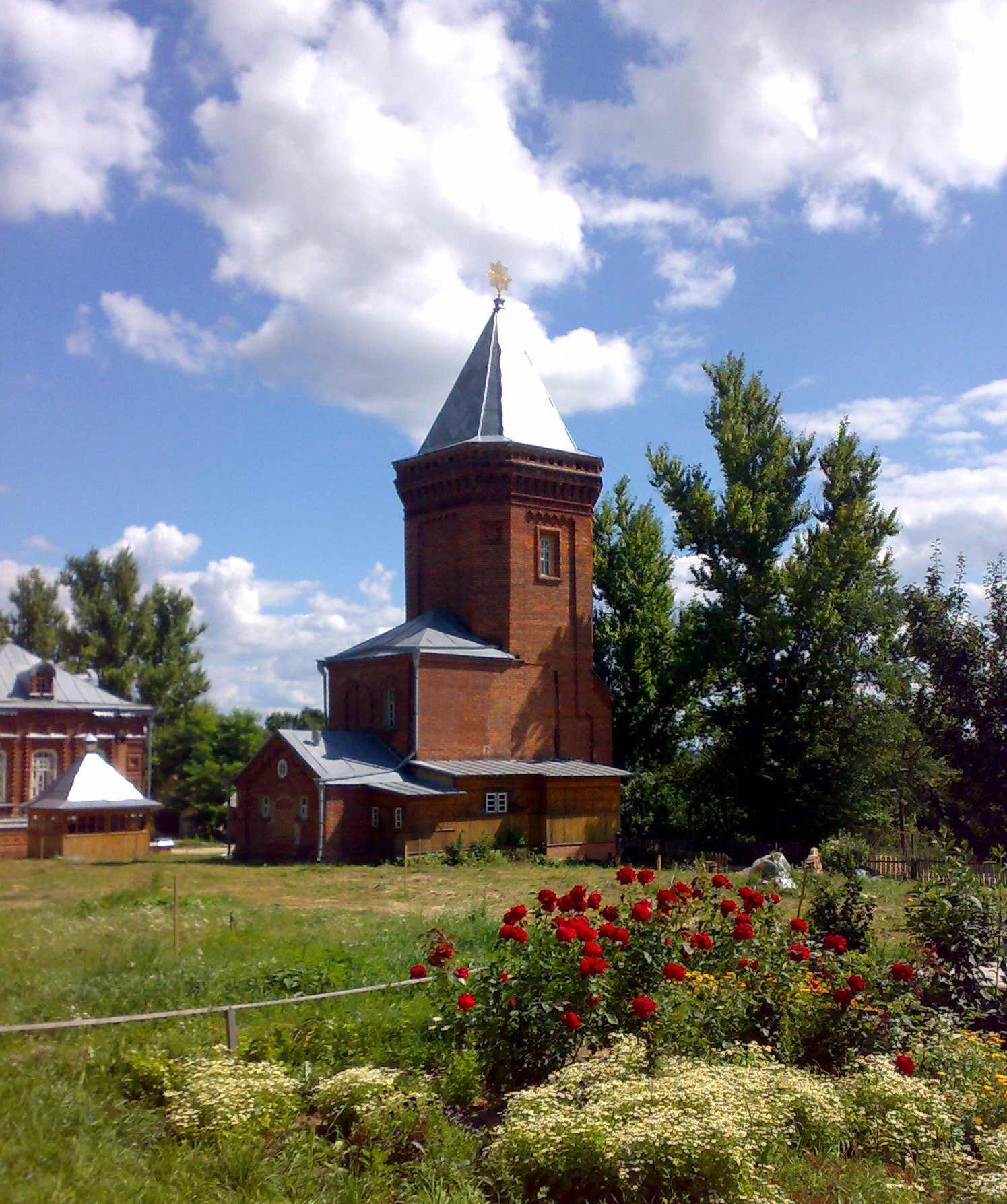
Château d'eau du monastère.

Deux chapelles de bois furent construites, dédiées l'une à saint Ambroise de Milan et l'autre au bienheureux Tikhon de Kalouga. Un château d'eau, des bâtiments pour les communs et les cellules des sœurs, un ermitage (skite), une infirmerie pour les sœurs et les pèlerins, un atelier de broderies d'or et un atelier d'icônes.
Dans l'esprit des anciennes traditions monastiques, dont parlaient les Pères de l'Église Basile le Grand et Jean Chrysostome, une crèche fut ouverte, ainsi qu'un orphelinat plus tard. Il avait aussi une école primaire dans laquelle les enfants recevaient un enseignement primaire de base : les sœurs enseignaient la lecture, l'écriture et la loi de Dieu. Plus tard, Mère Sophie reçut la grande skhima. Elle s'éteignit le 24 janvier 1888, alors que le monastère comptait 250 sœurs. Mère Sophie fut inscrite à la liste de saints du Synode des saints de Toula en 1987.

### Épanouissement au début du XXe siècle
Une autre fille spirituelle du Père Ambroise, Mère Euphrosyne (Rozova), succède à Mère Sophie jusqu'au 14 avril 1904. La communauté accède au statut de monastère en juillet 1901, rajoutant celui de saint Ambroise à son nom. Une des religieuses du monastère fut Maria Nikolaïevna Tolstoï (1830-1912), propre sœur de sang du fameux écrivain, le comte Léon Tolstoï,. Il considérait que la vie monastique était oisive; mais il vit sa sœur une dernière fois en 1910 avant de mourir, sans que celle-ci ne parvienne à ce qu'il se confesse (il avait été excommunié en 1901). Celle-ci avait eu une vie mouvementée avant d'entrer au monastère en 1891. Elle mourut au monastère, trois jours après avoir prononcé ses vœux de skhima.
Le 24 octobre 1902, l'évêque de Kalouga, Benjamin,  consacre l'église Notre-Dame-de-Kazan (dont la construction avait commencé en 1889), qui avait été en majeure partie financée par le magnat de la vente de thé en Russie, Sergueï Perlov qui se fit construire une maison au monastère. L'architecte est Sergueï Sherwood. Elle peut contenir cinq mille personnes. L'église-réfectoire l'est quant à elle au tournant du siècle par Roman Klein. En 1918, le monastère abritait plus de huit cents sœurs ! Le monastère disposait d'une infirmerie pour les pèlerins et la communauté, un orphelinat pour filles et plusieurs ermitages.
Après la révolution d'Octobre, le monastère entame une période de persécutions. Il ferme définitivement en mars 1923, ses terres et dépendances deviennent un kolkhoze. La plupart des moniales sont enfermées au camp de Solovki.

### Renaissance
Après que l'État russe eut normalisé ses relations avec les religions, le monastère accueille à nouveau une vie religieuse en mars 1990. L'archimandrite Euloge (Smirnov), supérieur du monastère d'Optina, se tourne vers le Patriarche Pimène afin de redonner vie au monastère de Chamordino. Le Patriarche Pimène signe un décret du 3  mai 1990 autorisant la refondation du monastère de Chamordino. Vingt jours plus tard, l'église dédiée à l'icône de la Mère de Dieu «Apaise mes chagrins» (Consolatrice des Affligés), est consacrée le 27 mai 1990. Ce mère jour Mère Nikona (Peretiaguina), venue du monastère de la Trinité-Saint-Serge de Riga, en est nommée la supérieure.
Dans un bâtiment préservé érigé sur l'ancienne cellule du bienheureux Ambroise d'Optina, l'on construit la première église en Russie dédiée à Ambroise d'Optina. Elle est consacrée par le Patriarche Alexis II, le 28 juillet 1996.
Le 16  janvier 2019, les vingt-deux bâtiments du monastère de Chamordino sont transférés officiellement comme propriété de l'Église orthodoxe russe.

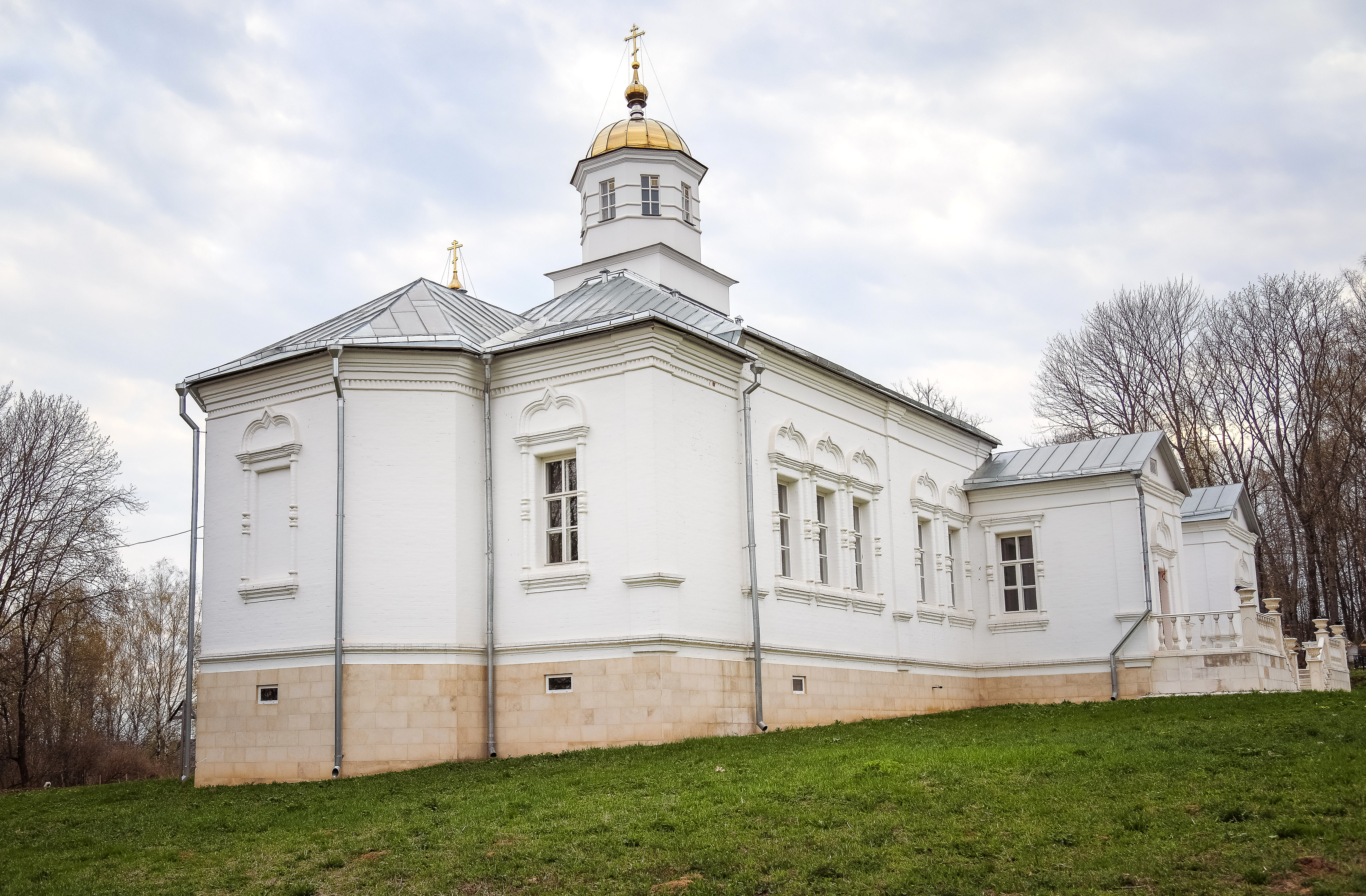
Église de la Très-Sainte-Trinité
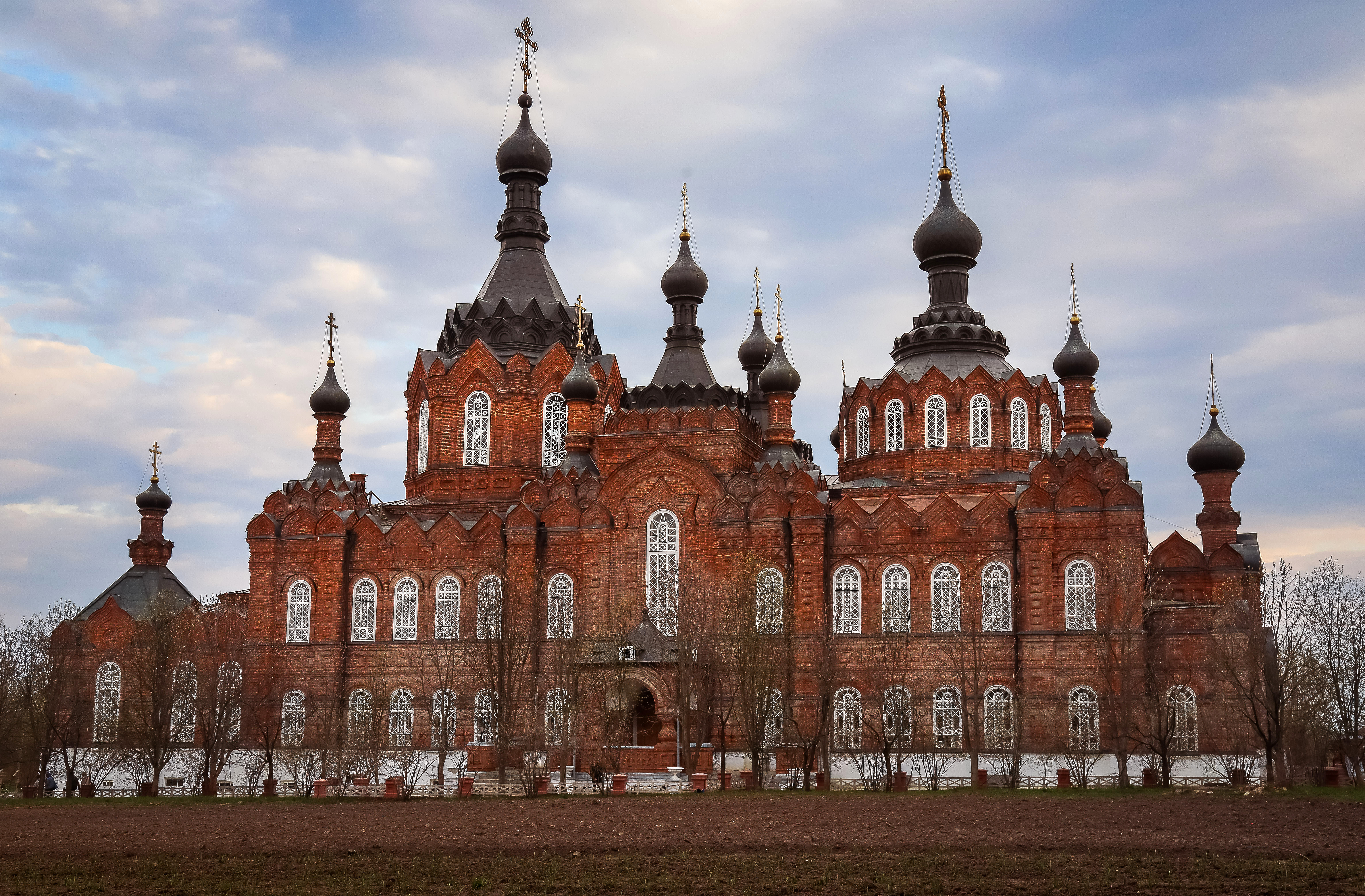
Cathédrale (catholicon) de ND de Kazan
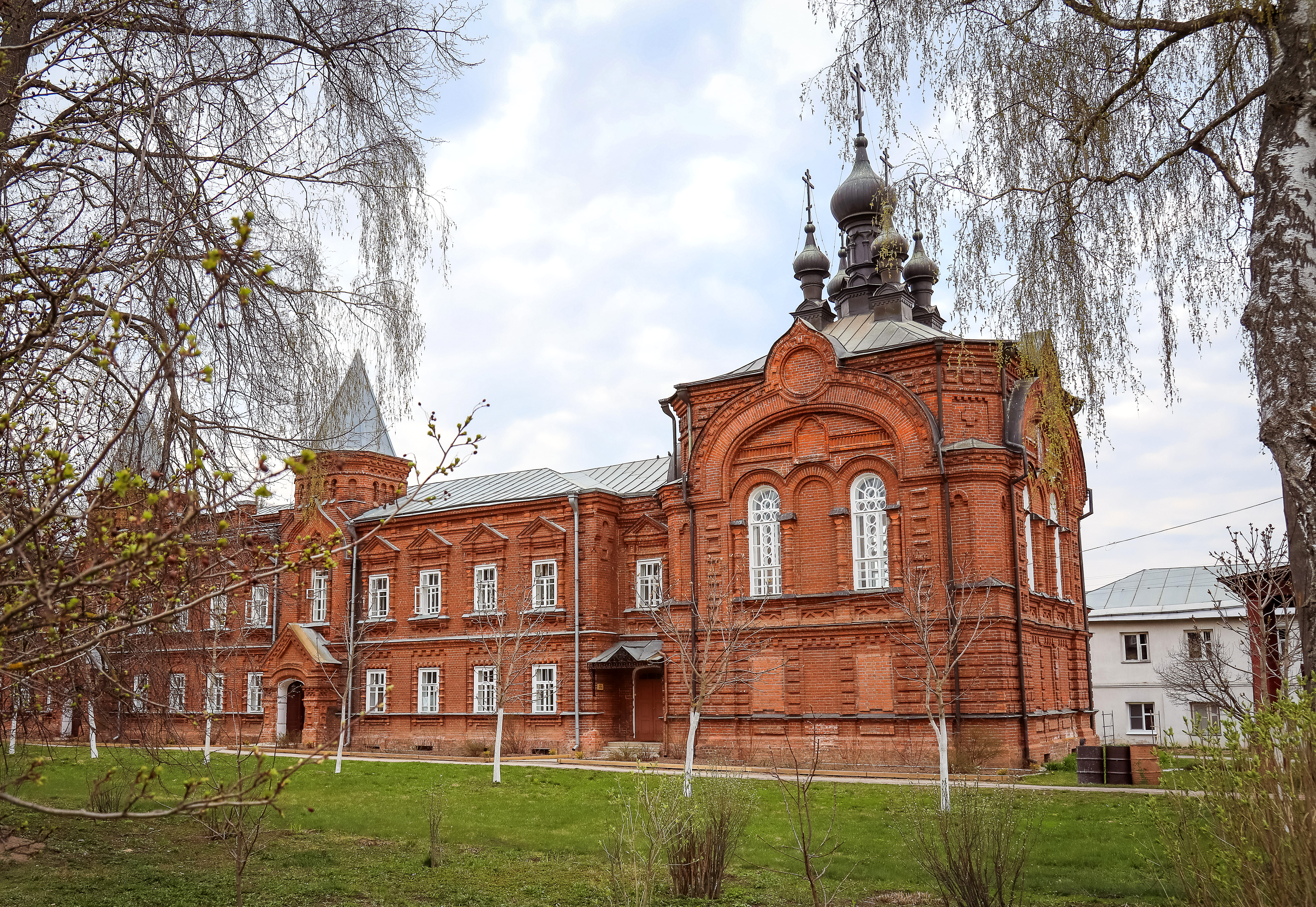
Église de l'Icône-Consolatrice-des-Affligés
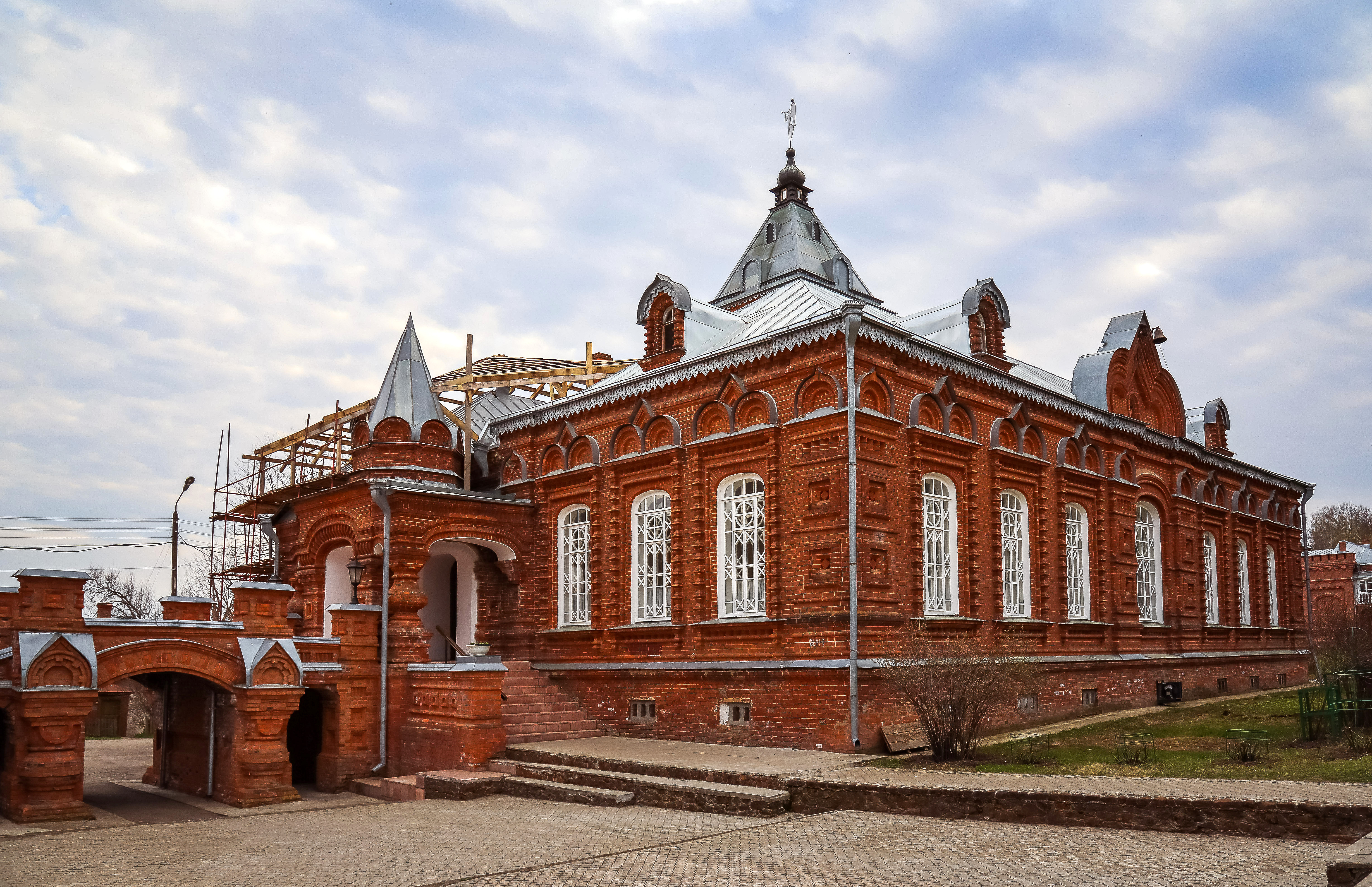
Église-réfectoire
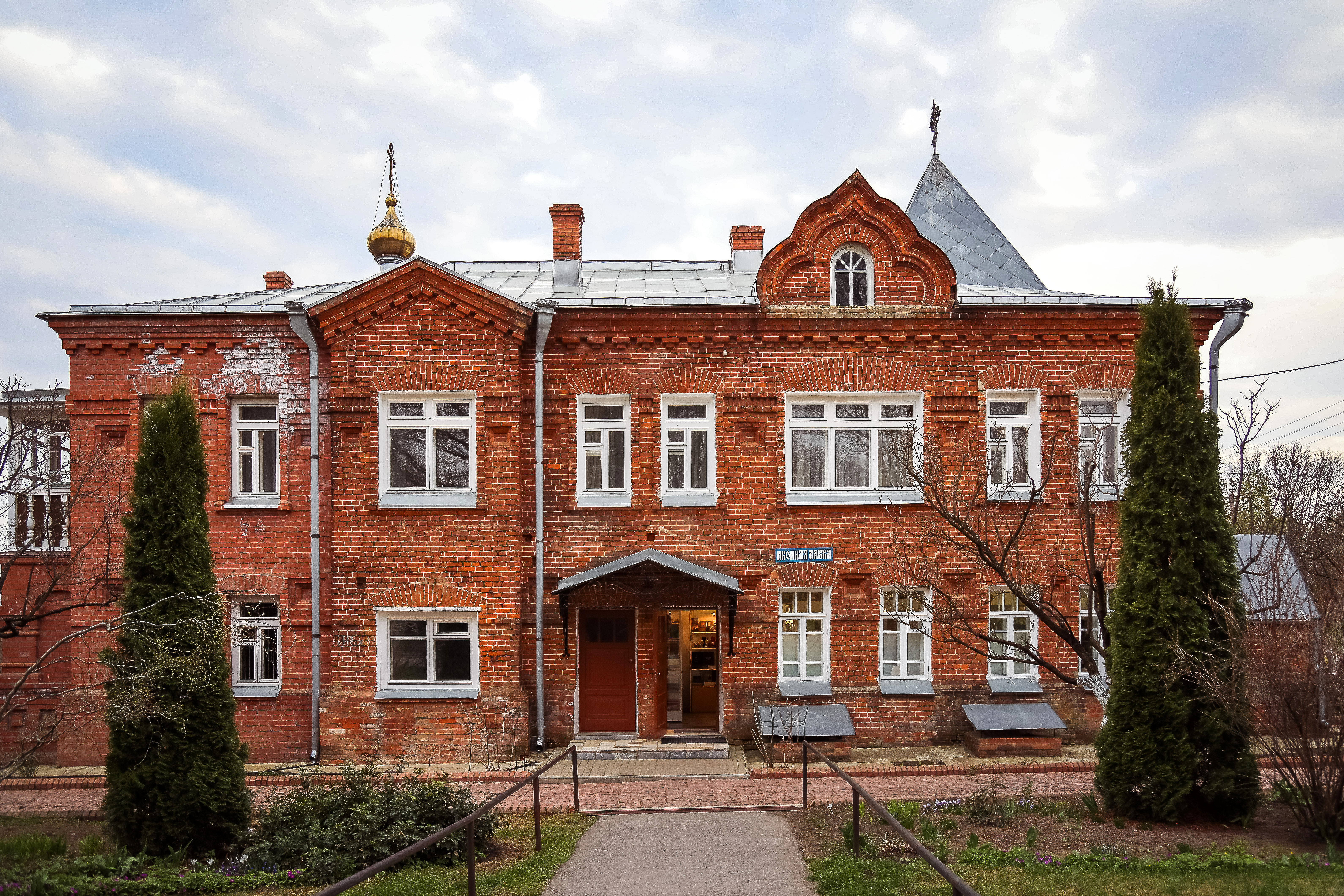
Bâtiment monastique
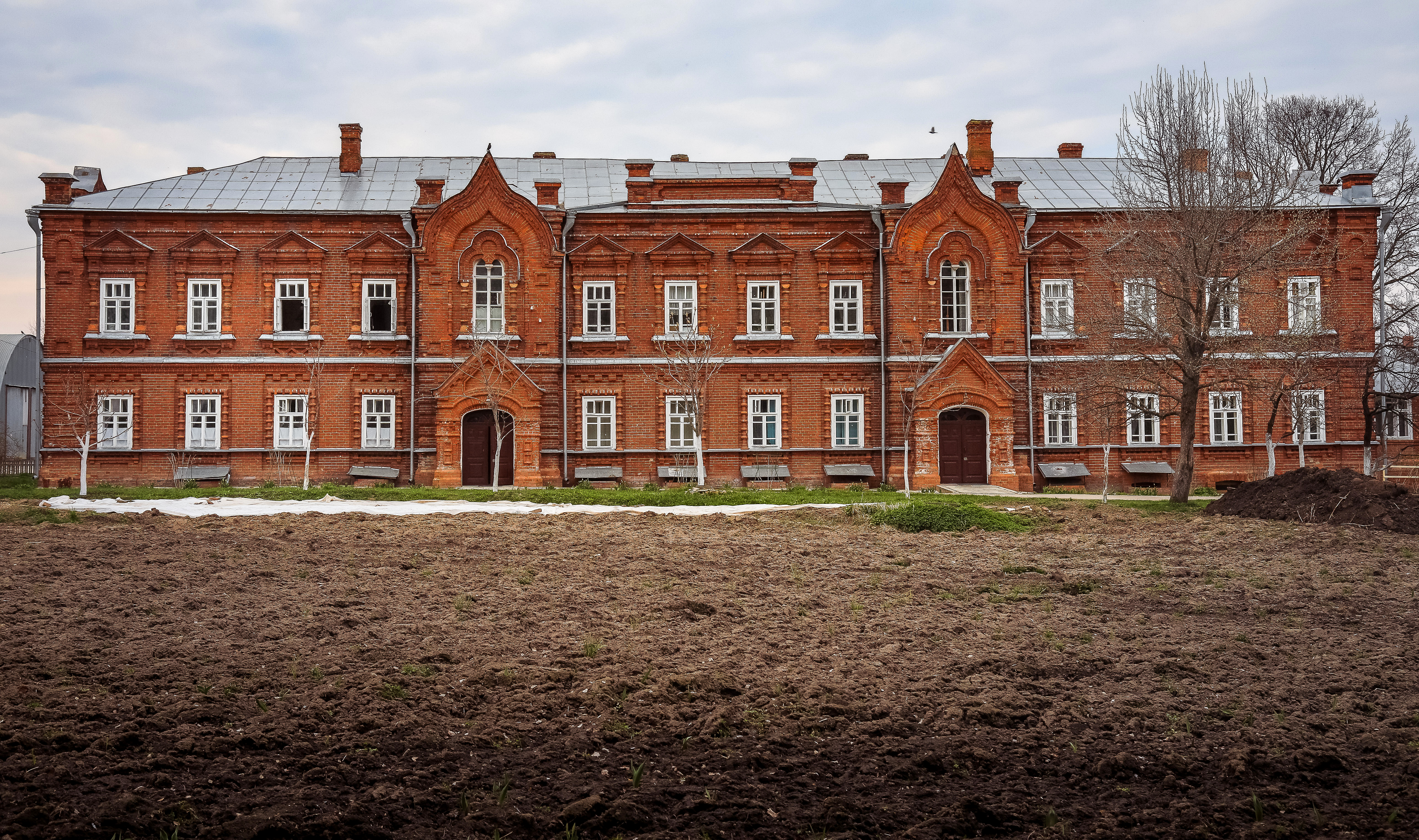
Infirmerie monastique
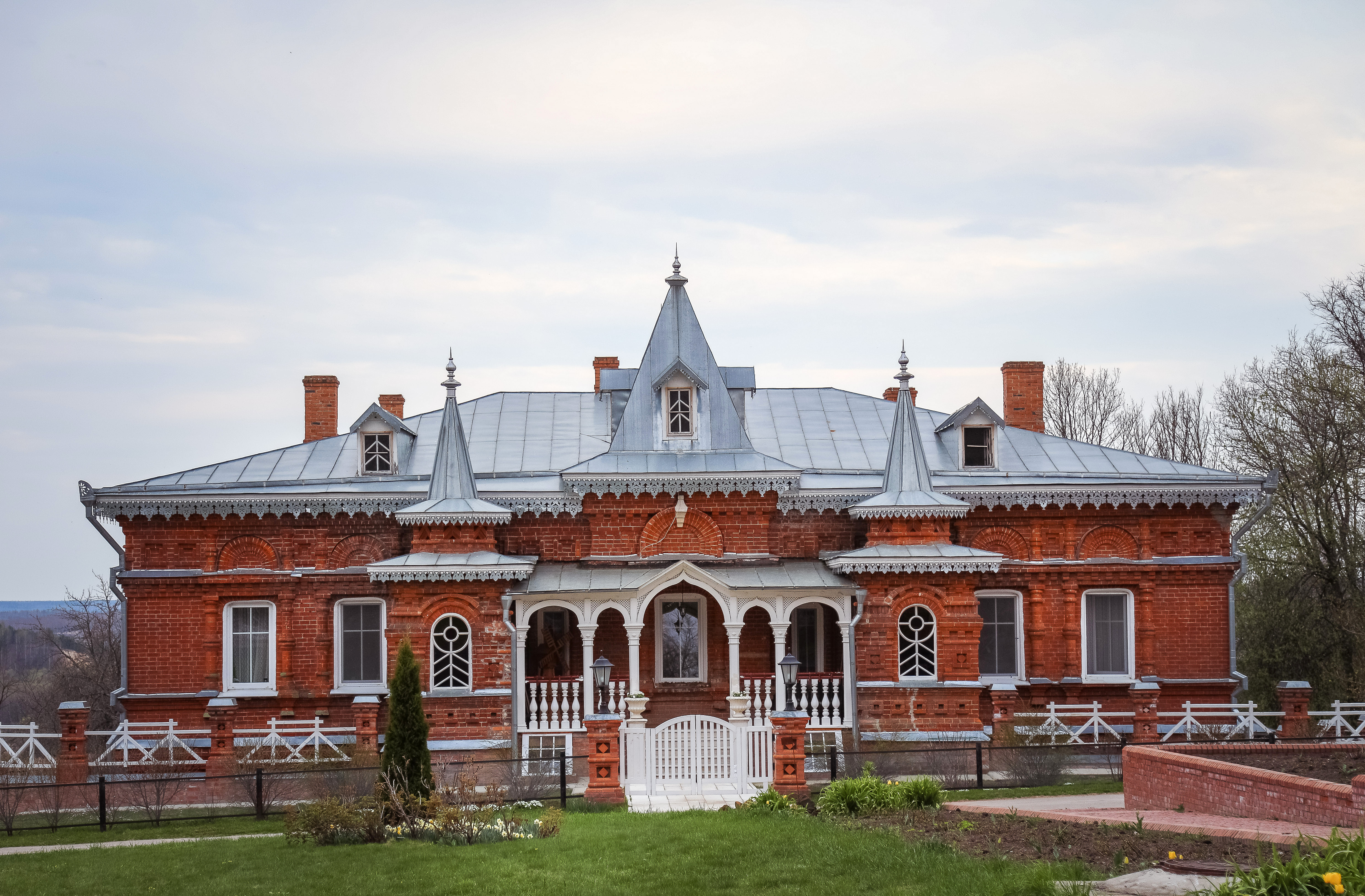
Maison du marchand Perlov
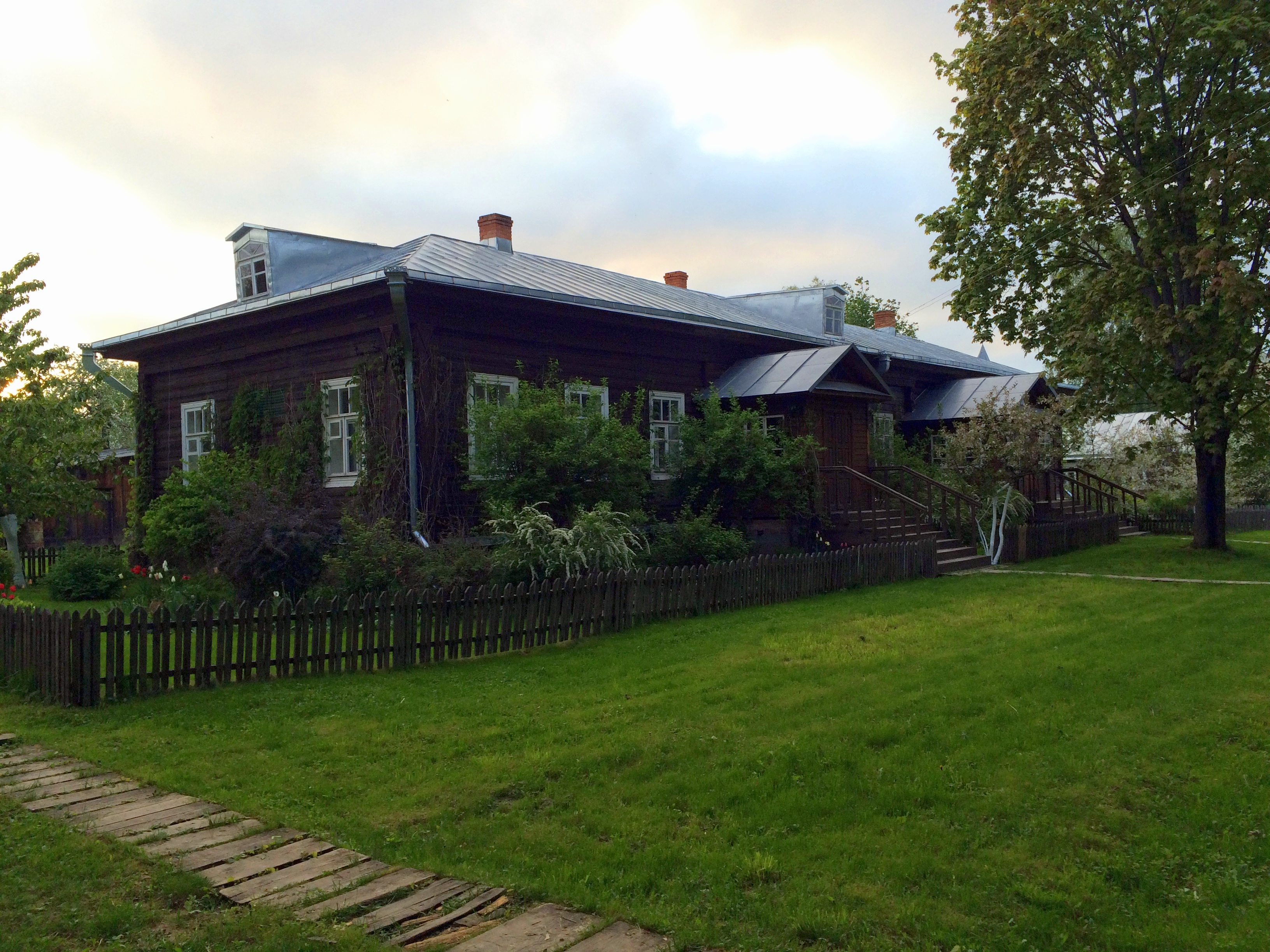
Une des maisons de résidentes laïques

## Supérieures

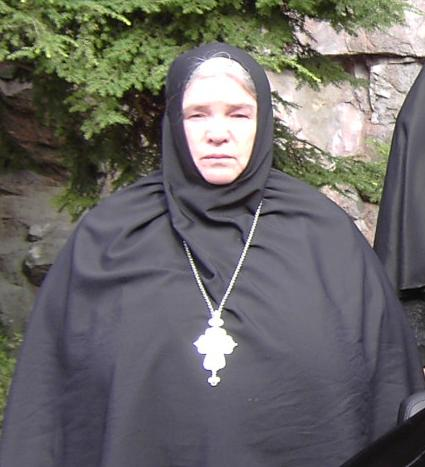
Mère Nikona (1941-2012).

- Sophie (Bolotova), skimoniale (1884-1888[3])
- Euphrosyne (Rozova), (1888-1904)
- Catherine (Sambikina), (1904-1911)
- Valentine (Rozantseva), (1911-1919)
- Nikona (Peretiaguina), (1990-2012)
- Sergie (Chtcherbakova), (depuis le 30 mai 2014[11])